# Grand Theft Auto (предстоящая игра)
1. перенаправление Grand Theft Auto VI